# Richard Price (scrittore)
Richard Price (The Bronx, 12 ottobre 1949) è uno scrittore, sceneggiatore, produttore cinematografico e attore statunitense.
In veste di sceneggiatore ha collaborato con registi quali Martin Scorsese, Spike Lee e John Singleton, ricevendo nel 1987 una nomination all'Oscar come migliore sceneggiatura non originale per Il colore dei soldi, diretto da Martin Scorsese. Nel 1999 vinse l'American Academy of Arts and Letters per la letteratura.

## Biografia
Laureatosi nel 1971 alla Cornell University, Richard Price intraprese un master alla Columbia University e nel 1974, all'età di 24 anni, pubblicò il suo primo romanzo, intitolato The Wanderers, Gioco violento ambientato nel Bronx. Due anni dopo scrisse Bloodbrothers, che adattò per il cinema nel 1978, esordendo così nella sceneggiatura: scrisse infatti il film drammatico Una strada chiamata domani, diretto da Robert Mulligan. L'anno successivo scrisse la sceneggiatura di The Wanderers - I nuovi guerrieri, liberamente tratto dal suo romanzo d'esordio.
Nel 1986 scrisse la sceneggiatura de Il colore dei soldi, diretto da Martin Scorsese, che gli valse l'anno successivo una nomination all'Oscar. Per il regista italoamericano, Price scrisse anche le sceneggiature del videoclip Bad e del mediometraggio Lezioni dal vero, episodio del film collettivo New York Stories.
Nel 1992 Price scrisse il romanzo Clockers, ambientato nel mondo dello spaccio di droga, divenuto nel 1995 una sceneggiatura per un film che doveva inizialmente essere diretto da Scorsese ma che alla fine fu girato dal regista afroamericano Spike Lee. Questi stravolse la sceneggiatura attirandosi le critiche dello scrittore, che alla fine però accettò i cambiamenti.
Nel 2000 Price scrisse la sceneggiatura di Shaft, remake diretto da John Singleton del cult movie Shaft il detective, diretto nel 1971 da Gordon Parks, appartenente alla blaxploitation. Tra il 2004 e il 2008 scrisse cinque episodi della serie televisiva The Wire, che gli valse nel 2007 l'Edgar Allan Poe Awards e il premio del Writers Guild of America.
Nel 2008 Price diede alle stampe La vita facile, romanzo noir ambientato nel Lower East Side.

## Opere
- Gioco violento (The Wanderers) (1974) - Prima edizione italiana: Feltrinelli, giugno 1977
- Bloodbrothers (1976)
- Ladies' Man (1978)
- The Breaks (1983)
- Clockers (1992)
- Freedomland (1998)
- Samaritan (2003)
- La vita facile (Lush Life) (2008)
- Balene bianche (Neri Pozza, 2016) (trad. italiana di The Whites, pubblicato da Henry Holt and Company, 2015)

## Filmografia

### Sceneggiatore
- Una strada chiamata domani (Bloodbrothers), regia di Robert Mulligan (1978)
- The Wanderers - I nuovi guerrieri (The Wanderers), regia di Philip Kaufman (1979)
- Il colore dei soldi (The Color of Money), regia di Martin Scorsese (1986)
- Fuori i secondi (Streets of Gold), regia di Joe Roth (1986)
- Arena Brains, regia di Robert Longo (1987)
- New York Stories, episodio Lezioni dal vero (Life Lessons), regia di Martin Scorsese (1989)
- Seduzione pericolosa (Sea of Love), regia di Harold Becker (1989)
- La notte e la città (Night and the City), regia di Irwin Winkler (1992)
- Lo sbirro, il boss e la bionda (Mad Dog and Glory), regia di John McNaughton (1992)
- Il bacio della morte (Kiss of Death), regia di Barbet Schroeder (1995)
- Clockers, regia di Spike Lee (1995)
- Ransom - Il riscatto (Ransom), regia di Ron Howard (1996)
- Shaft, regia di John Singleton (2000)
- The Wire – serie TV, 5 episodi (2004-2008)
- Il colore del crimine (Freedomland), regia di Joe Roth (2006)
- NYC 22 – serie TV, 13 episodi (2012)
- Child 44 - Il bambino n. 44 (Child 44), regia di Daniel Espinosa (2015)
- The Night Of - Cos'è successo quella notte? (The Night Of) – miniserie TV, 8 puntate (2016)
- The Outsider – miniserie TV, 10 puntate (2020)

### Attore
- The Wanderers - I nuovi guerrieri (The Wanderers), regia di Philip Kaufman (1979)
- Il colore dei soldi (The Color of Money), regia di Martin Scorsese (1986)
- New York Stories, episodio Lezioni dal vero (Life Lessons), regia di Martin Scorsese (1989)
- La notte e la città, regia di Irwin Winkler (1992)
- Lo sbirro, il boss e la bionda, regia di John McNaughton (1993)
- Il bacio della morte, regia di Barbet Schroeder (1995)
- Ransom - Il riscatto (Ransom), regia di Ron Howard (1996)
- The Wire - serie TV, 1 episodio (2003)
- Il colore del crimine (Freedomland), regia di Joe Roth (2006)

## Videografia
- Bad, diretto da Martin Scorsese (1987)